# Zwrotnica głośnikowa
Zwrotnica głośnikowa (elektroakustyczna) – zestaw filtrów stosowany w zestawach głośnikowych. Zadaniem zwrotnicy jest podział sygnału docierającego do kolumn na kilka węższych pasm, z których każde jest następnie odtwarzane przez odpowiedni głośnik. Używanie zwrotnic jest konieczne, ponieważ pojedynczy głośnik nie jest w stanie odtworzyć całego pasma akustycznego z zadowalającą jakością, a zasilanie głośnika częstotliwościami poza zakresem, do którego jest przystosowany, prowadzi do pogorszenia parametrów pracy głośnika.
W hi-endowych zestawach głośnikowych parametry zwrotnicy są równie ważne jak parametry głośników. Zwrotnice projektuje się m.in. z uwzględnieniem przesunięć fazowych i efektywności głośników czy efektu baffle-step, czyli kierunkowemu obniżeniu niskich tonów.

## Budowa

Schemat zastosowania elektroakustycznej zwrotnicy pasywnej i aktywnej.

Wyróżniamy dwa rodzaje zwrotnic głośnikowych: pasywne i aktywne. 

### Zwrotnice pasywne
Zwrotnice pasywne zbudowane są z elementów biernych (rezystorów, cewek, kondensatorów), które połączone w odpowiednim układzie stanowią filtry dolnoprzepustowe, górnoprzepustowe lub środkowoprzepustowe. Zwrotnice pasywne włączone są bezpośrednio pomiędzy wyjściem głośnikowym wzmacniacza a głośnikiem, a więc składają się z elementów zdolnych do pracy przy wysokich mocach (stosunkowo drogich i o znacznych gabarytach). Czasami dla zabezpieczenia głośników (zwłaszcza wysokotonowych) w zwrotnicach, szeregowo z głośnikiem, umieszcza się rezystory ograniczające dostarczaną do niego moc. Czasem instaluje się żarówkę np. samochodową, która pełni rolę rezystora o oporze wzrastającym przy wzroście temperatury, w razie przesterowania nie dopuszczając tym samym do uszkodzenia przetwornika. 
Zaletą zwrotnic pasywnych jest stosunkowo prosta konstrukcja oraz brak konieczności doprowadzenia do nich zasilania zewnętrznego. Wadą jest konieczność stosowania drogich, wytrzymałych na wysokie moce elementów (głównie chodzi o miedziane cewki indukcyjne). Te cechy powodują, że zwrotnice pasywne są stosowane w większości domowych zestawów głośnikowych. 

### Zwrotnice aktywne
Zwrotnice aktywne zbudowane są zarówno z elementów biernych (rezystorów, kondensatorów) jak i aktywnych (wzmacniacze operacyjne). Zwrotnice aktywne włączane są pomiędzy źródłem dźwięku a wzmacniaczem elektroakustycznym, a więc pracują z sygnałem niskonapięciowym. Dzięki temu do ich budowy można wykorzystać tańsze, mniejsze rezystory i kondensatory. Dzięki zastosowaniu wzmacniaczy operacyjnych, zwrotnice aktywne umożliwiają stworzenie filtra dolnoprzepustowego bez użycia dużych i drogich cewek indukcyjnych. 
Zaletą zwrotnic aktywnych jest możliwość łatwego i precyzyjnego kształtowania charakterystyki przenoszenia, przy użyciu tanich elementów. Wadą jest natomiast konieczność doprowadzenia dodatkowego zasilania dla wzmacniaczy operacyjnych (zazwyczaj napięcie 12 V). 
Zwrotnice aktywne są stosowane głównie w zestawach profesjonalnych (np. studyjne monitory odsłuchowe) oraz klasy hi-end. 

## Parametry
Podstawowe parametry zwrotnicy głośnikowej to: 
- częstotliwość lub częstotliwości podziału;
- nachylenie zbocza (np. 12 dB/oktawę, 24 dB/okt., im większa liczba tym bardziej strome nachylenie zbocza);
- typ filtru (np. Bessela, Butterworth'a, Linkwitz-Riley'a)